# ルイス・ブラック
ルイス・ブラック（Lewis Black, 1948年8月30日 - ）は、アメリカ合衆国のコメディアン、俳優、声優、脚本家。

## 経歴
ワシントンD.C.でユダヤ系アメリカ人として生まれ、メリーランド州シルバースプリングで育つ。ノースカロライナ大学チャペルヒル校を卒業後、1977年にイェール大学演劇大学院で美術学修士号を取得した。
ニューヨークの劇場で脚本家としてアーティスト・イン・レジデンスのプログラムを利用しながら、スタンダップコメディアンとして舞台に立ち、やがてテレビや映画の世界へ活動の舞台を移していく。1998年にはコメディ・セントラルで初めてとなるブラックの特別番組が制作された。その後はHBOやヒストリーチャンネルでも自身の番組を持つようになった。
これまでに40冊以上の戯曲を書き、10枚以上のCDをリリースし、3冊以上の著書を発表した。2007年にはカーネギーホールでのコメディライブを収録したアルバムで第49回グラミー賞において最優秀コメディ・アルバムを受賞し、第53回グラミー賞においても同賞を受賞している。
2013年、アメリカ自由人権協会から選挙権大使（ambassador for voting rights）に任命された。

## 人物
現在はニューヨークのアパートに居住し、ノースカロライナ州チャペルヒルにも住居を構えている。

## アルバム
- The White Album (2000年)
- Revolver (2002年)
- The End of the Universe (2002年)
- Rules of Enragement (2003年)
- Luther Burbank Performing Arts Center (2005年)
- Carnegie Hall Performance (2006年)
- Anticipation (2008年)
- Stark Raving Black (2010年)
- The Prophet (2011年)
- In God We Rust (2012年)
- Old Yeller (Live at the Borgata) (2013年)

## 主な出演作品

### 映画
- ハンナとその姉妹 Hannah and Her Sisters (1986)
- ジェイコブス・ラダー Jacob's Ladder (1990)
- ハード・ウェイ The Hard Way (1991)
- ザ・ハッピ・エルフ The Happy Elf (2005) - 声の出演
- トラブル・カレッジ/大学をつくろう  Accepted (2006)
- ロビン・ウィリアムズのもしも私が大統領だったら… Man of the Year (2006)
- エアポート・アドベンチャー クリスマス大作戦 Unaccompanied Minors (2006)
- 童貞ペンギン Farce of the Penguins (2007) - 声の出演
- ファーリン・フォー・グレイス Falling for Grace (2007)
- インサイド・ヘッド Inside Out (2015) - 声の出演
- ライリーの初デート? Riley's First Date? (2015) - 声の出演
- ラストツアー The Last Laugh (2019)
- インサイド・ヘッド2 Inside Out 2 (2024) - 声の出演

### テレビ番組
- The Days and Nights of Molly Dodd (1990-1991)
- ザ・デイリー・ショー The Daily Show (1996-)
- ロー&オーダー Law and Order, "Aria" (1991)
- ホミサイド/殺人捜査課 Homicide: Life on the Street, "Deception" (1997)
- LAW & ORDER:性犯罪特捜班 Law and Order: SVU, "Obscene" (2004)
- クラスメイトはモンキー My Gym Partner's a Monkey (2007) - 声の出演
- Root of All Evil (2008)
- ビッグバン★セオリー/ギークなボクらの恋愛法則 The Big Bang Theory (2009)
- ティーンエイジ・ミュータント・ニンジャ・タートルズ Teenage Mutant Ninja Turtles (2012-2014) - 声の出演
- 『インサイド・ヘッド』の世界より:ライリーの夢の製作スタジオ Dream Productions (2024) - 声の出演

## 著書
- Nothing's Sacred (2005)
- Me of Little Faith (2008)
- I'm Dreaming of a Black Christmas (2010)